# Канада на зимних Олимпийских играх 1936
Канада принимала участие в зимних Олимпийских играх 1936, и заняла 9-е место в общекомандном зачёте.

## Медалисты
| Медаль  | Спортсмен | Вид спорта | Дисциплина |
| ------- | --- | ---------- | ---------- |
| Серебро | Фрэнсис Мур Артур Нэш Херман Мюррей Уолтер Китчен Раймонд Милтон Дэвид Невилл Хаг Фаргухарсон Уильям Томсон Кеннет Фармер-Хорн Александр Синклер Рэлф Сен-Жермен Максвелл Дикон Джеймс Хэггарти | Хоккей     | Мужчины    |